# Goffredus de Trano
Goffredus de Trano (* um 1200 in Trani; † 11. April 1245 in Lyon, auch Godefridus de Trano, Gaufridus de Trano, Goffredus Tranensis, Gottfried von Trani,  italienisch Goffredo da Trani) war ein italienischer Jurist und Kardinal der Römischen Kirche.

## Leben und Wirken
Goffredus studierte in Bologna bei Azo. Er wirkte als Rechtslehrer in Neapel und Bologna und wurde 1240 als auditor, d. h. Richter, an die Kurie in Rom berufen. Papst Innozenz IV. ernannte ihn am 28. Mai 1244 zum Kardinaldiakon von Sant’Adriano; als solcher unterschrieb er päpstliche Urkunden vom 23. Januar bis 3. April 1245.
Sein Hauptwerk ist die Summa super rubricis decretalium, die auch als Summa titulorum decretalium oder Summa super titulis decretalium bezeichnet wird. Entstanden ist sie zwischen Ende 1241 und Mitte 1243. Es handelt sich dabei um ein Lehrbuch zu der von Gregor IX. in Auftrag gegebenen Dekretalensammlung, die allgemein als Liber Extra bekannt ist.
Goffredus’ Lehrbuch zeichnet sich durch seine klare und verständliche Sprache, seine Orientierung an praktischen Fragen der Geistlichen sowie durch seine eindeutigen Lösungen strittiger Fragen aus. Deswegen erfuhr es eine weite Verbreitung und gewann großen Einfluss, insbesondere bei den Mitgliedern der römischen Kurie.

## Werke
- Apparatus glossarum in Decretales. Gregorii IX.
- Summa super rubricas decretalium. Handschrift, 14. Jh. (Digitalisat)
- Summa super rubricis decretalium. Handschrift, 14. Jh. (Digitalisat)
  - Abbildungen eines ca. 1250 in Paris entstandenen Manuskripts. (Digitalisat)
  - neuere Ausgabe: Gottofredo da Trani (Goffredus Tranensis): Summa super titulis decretalium. Neudruck der Ausgabe Lyon 1519. Aalen: Scientia 1968